# Diver Down
| Críticas profissionais | Críticas profissionais |
| Avaliações da crítica  | Avaliações da crítica  |
| Fonte                  | Avaliação              |
| ---------------------- | ---------------------- |
| AllMusic               | [ 1 ]                  |
| Robert Christgau       | B-                     |
| Rolling Stone          | [ 3 ]                  |
| Sputnikmusic           | [ 4 ]                  |
| The Daily Vault        | D+                     |

Diver Down é o quinto álbum de estúdio da banda norte-americana de hard rock Van Halen, lançado em 14 de abril de 1982. Passou 65 semanas nas paradas dos Estados Unidos, a Billboard 200 e, em 1998, recebeu o Disco de Platina Quádruplo por mais de 4 milhões de unidades vendidas nos EUA.

## Produção
A capa do álbum mostra a Bandeira "Diver Down", utilizada em muitas jurisdições dos EUA para indicar que um mergulhador está submergido na área, e é necessário cuidado aos barcos mais próximos. Perguntado sobre o significado da capa em uma entrevista de 1982 com Sylvie Simmons (Sounds, 23 de junho), David Lee Roth respondeu que o cover teve o objetivo de mostrar que "havia algo acontecendo e que não estava aparente aos seu olhos. Você coloca a bandeira vermelha com a linha branca. Bem, muitas pessoas se aproximam do Van Halen como uma forma de abismo. Significa que o que ocorre debaixo da terra não está imediatamente visível aos seus olhos."
O vídeo musical de "(Oh) Pretty Woman" foi o primeiro banido pela MTV; entretanto a VH1 Classic passou a rodar constantemente o vídeo nos anos recentes. Em 1982, Dave explicou a banição como resultado de reclamações sobre a ridicularização de "uma figura quase teológica" do guerreiro Samurai (Mike Anthony no vídeo) e também por causa dos dois anões que pareciam molestar uma mulher (que era na verdade um artista drag queen de Los Angeles). O vídeo, dirigido por Roth, foi, segundo ele: "mais um projeto surrealístico...onde eles pintam o retrato e voltam três dias depois para tentar descobrir o que significava". A faixa "Intruder" no álbum, que precede "(Oh) Pretty Woman", foi escrita especificamente em ordem para que houvesse música suficiente para ser incluída no filme editado para o vídeo de "(Oh) Pretty Woman". Na sua entrevista de 1982 com Sylvie Simmons, Dave recebe o crédito por "Intruder", estatando: "eu escrevi aquilo... .Quando nós terminamos o filme (ou vídeo) estava com mais ou menos três minutos de duração. Então, eu disse que nós não cortariamos nada disso; nós vamos escrever uma trilha sonora para o começo. Então nós fomos ao estúdio e eu toquei o sintetizador e o escrevi. Durou cerca de uma hora para colocar tudo aquilo junto" (Sounds, 23 de junho).
O pai de Eddie e Alex Van Halen, Jan Van Halen, tocou clarinete em "Big Bad Bill".
Considerado o 78º melhor álbum de todos os tempos pela rádio 95.5 KLOS.

## Faixas
| N.º            | Título                                                     | Compositor(es)                                   | Duração |  |
| 1.             | "Where Have All the Good Times Gone!" (cover de The Kinks) | Ray Davies                                       | 3:02    |  |
| 2.             | "Hang 'Em High"                                            | M. Anthony, D. Roth, E. Van Halen e A. Van Halen | 3:28    |  |
| 3.             | "Cathedral" (Instrumental)                                 | M. Anthony, D. Roth, E. Van Halen e A. Van Halen | 1:20    |  |
| 4.             | "Secrets"                                                  | M. Anthony, D. Roth, E. Van Halen e A. Van Halen | 3:25    |  |
| 5.             | "Intruder" (Instrumental)                                  | M. Anthony, D. Roth, E. Van Halen e A. Van Halen | 1:39    |  |
| 6.             | "(Oh) Pretty Woman" (cover de Roy Orbison)                 | William Dees, Roy Orbison                        | 2:53    |  |
| 7.             | "Dancing in the Street"                                    | Marvin Gaye, Ivy Hunter, William Stevenson       | 3:43    |  |
| 8.             | "Little Guitars (Intro)" (Instrumental)                    | M. Anthony, D. Roth, E. Van Halen e A. Van Halen | 0:42    |  |
| 9.             | "Little Guitars"                                           | M. Anthony, D. Roth, E. Van Halen e A. Van Halen | 3:47    |  |
| 10.            | "Big Bad Bill (Is Sweet William Now)"                      | Milton Ager, Jack Yellen                         | 2:44    |  |
| 11.            | "The Full Bug"                                             | M. Anthony, D. Roth, E. Van Halen e A. Van Halen | 3:18    |  |
| 12.            | "Happy Trails"                                             | Dale Evans                                       | 1:03    |  |
| Duração total: | Duração total:                                             | Duração total:                                   | 31:24   |  |

## Créditos
- David Lee Roth - Vocal, harmónica, sintetizador, guitarra acústica
- Eddie Van Halen - Guitarra, guitarra acústica, teclados, vocal de apoio
- Michael Anthony - Baixo, vocal de apoio
- Alex Van Halen - Bateria
- Jan Van Halen - Clarinete, saxofones

## Charts

### Álbum
| País - Parada Musical (1982)             | Melhor posição |
| ---------------------------------------- | -------------- |
| Estados Unidos - Pop Albums              | 3              |
| Estados Unidos - Billboard 200           | 126            |
| Canadá - Canadian Albums Chart           | 5              |
| Austrália - ARIA Charts                  | 79             |
| Suécia - Swedish Albums Chart            | 28             |
| Noruega - Norway Albums Chart            | 19             |
| Nova Zelândia - New Zealand Albums Chart | 37             |
| Reino Unido - UK Albums Chart            | 36             |

### Singles
Billboard (América do Norte)
| Ano  | Single                               | Chart             | Posição |
| ---- | ------------------------------------ | ----------------- | ------- |
| 1982 | "(Oh) Pretty Woman"                  | Billboard Hot 100 | 12      |
| 1982 | "(Oh) Pretty Woman"                  | Mainstream Rock   | 1       |
| 1982 | "Dancing in the Street"              | Billboard Hot 100 | 38      |
| 1982 | "Dancing in the Street"              | Mainstream Rock   | 3       |
| 1982 | "Secrets"                            | Mainstream Rock   | 22      |
| 1982 | "Little Guitars"                     | Mainstream Rock   | 33      |
| 1982 | "The Full Bug"                       | Mainstream Rock   | 42      |
| 1982 | "Where Have All the Good Times Gone" | Mainstream Rock   | 17      |

## Certificações
| País           | Certificador | Certificação | Vendas     |
| -------------- | ------------ | ------------ | ---------- |
| Estados Unidos | RIAA         | 4× Platina   | 4 000 000+ |
| Canadá         | Music Canada | Platina      | 100 000+   |